# Sahag II.

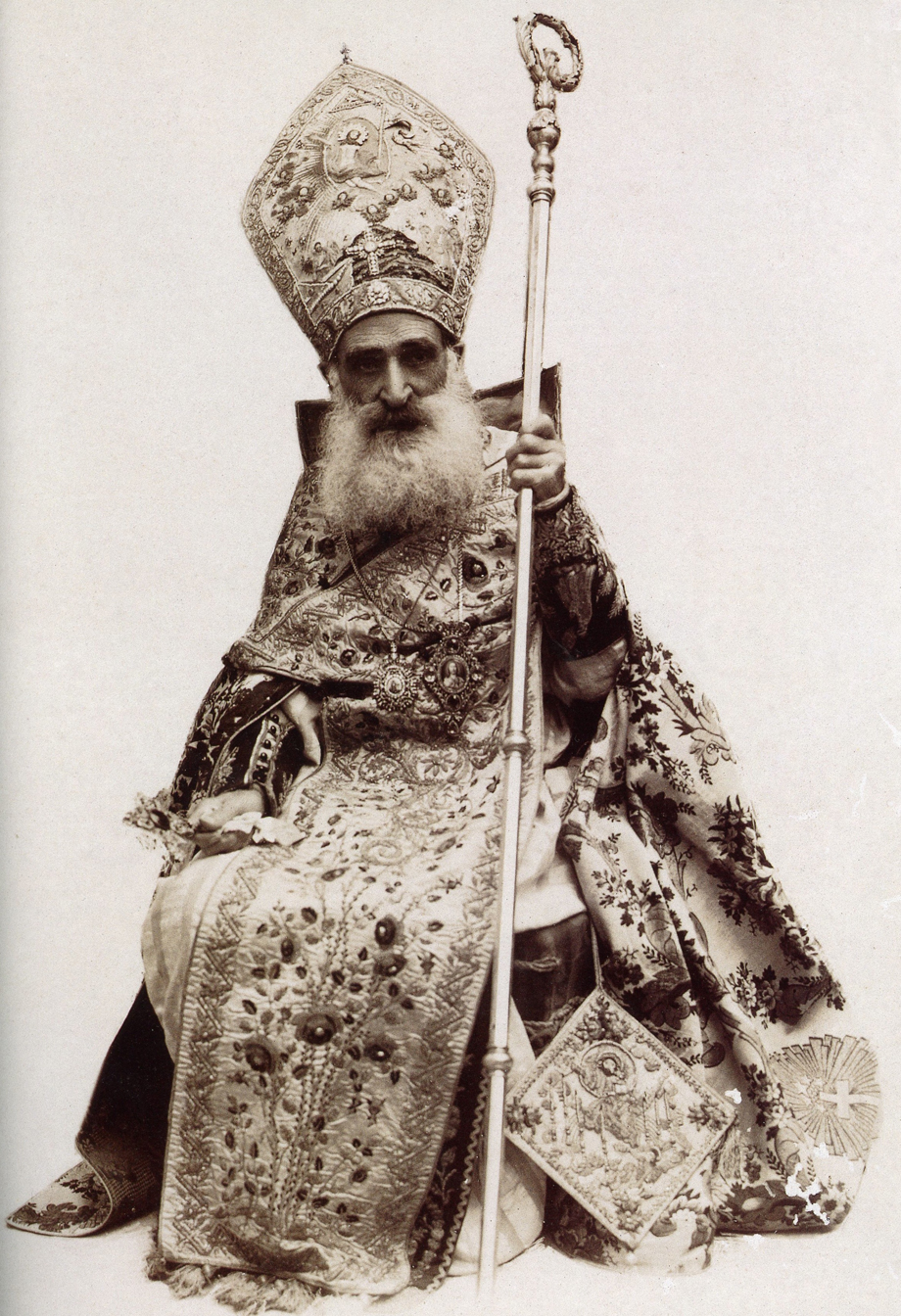
Katholikos Sahag II. in voller liturgischer Gewandung

Seine Heiligkeit Sahag II. Khabayan (armenisch Սահակ Բ. Խապայան (Եղեգցի); * 25. März 1849 bei Harput; † 8. Oktober 1939 in Antelias) war ein „Katholikos des Großen Hauses von Kilikien“ der armenisch-apostolischen Kirche.
Gabriel (Taufname) Khabayan studierte in Jerusalem und Konstantinopel und wirkte nach seiner Priesterweihe (3. Juli 1877) unter dem Namen Sahag (Isaak)
als Mönchspriester sowie Bibliothekar in Jerusalem und ab 1881 im Kaukasus. Anfang 1885 wurde er zum Sakristan der Kathedrale von Etschmiadsin bestellt und ebendort am 24. November 1885 durch Katholikos Makar I. Ter Petrosjan zum Bischof geweiht.
Nach achtjähriger Sedisvakanz des kilikischen Katholikats wählten die Wahlmänner auf Empfehlung von Mkrtitsch Chrimjan Sahag Khabayan zum Katholikos von Kilikien. Die Weihe erfolgte am 23. April 1903 in der Kathedrale von Sis (heute Kozan bei Adana), zugleich die letzte, die im heimatlichen Kilikien vorgenommen werden konnte. Unter Sahag II. verbesserten sich die Beziehungen zwischen den beiden Katholikaten in Sis und in Etschmiadsin. In der Liturgie ließ er den Namen des „Katholikos Aller Armenier“, d. h. dem in Großarmenien, bevorzugt nennen. Sahag II. erneuerte den Klosterbetrieb in Sis und eröffnete 1906 wieder das dortige Priesterseminar.
Beim Völkermord an den Armeniern 1915 mussten Sis und ganz Kilikien von den Armeniern geräumt werden. Der Kirchenschatz, vor allem liturgische Bücher, Gewänder und Geräte, konnte unter Mühen gerettet werden. Der Katholikos wurde gezwungen, sich in Jerusalem niederzulassen.
Als 1916/17 das kilikische Katholikat sowie die beiden armenischen Patriarchate von Konstantinopel und Jerusalem durch staatliches Gesetz zugunsten eines kurzlebigen einheitlichen Katholikats aller Armenier des Osmanenreichs mit Sitz in Jerusalem aufgelöst wurde, übernahm Sahag dessen Kathedra, wurde jedoch 1917 nach Damaskus verbannt. 1919 kehrte er nach Kilikien zurück und versuchte eine Neuansiedlung seines historischen Katholikats in Adana. Nach dem Rückzug Frankreichs aus Kilikien und dessen Angliederung an die kemalistische Türkei 1921 siedelte er zunächst nach Aleppo und über Zwischenstationen schließlich 1929 in den Libanon (Antelias) um.
Zu Unterstützung des inzwischen 81 Lebensjahre alten Sahag II. wurde 1931 Papken I. Gulesserian zum Katholikos-Koadjutor bestellt, der jedoch nach kurzer gemeinsamer Amtszeit schon 1936 starb. Im Alter von neunzig Jahren starb Sahag II. am 8. Oktober 1939 in Antelias.